# اتحاد كتاب مصر
اتحاد كتاب مصر هي نقابة للكتاب تقع في شارع حسن صبري بمنطقة الزمالك بمحافظة القاهرة في مصر. الاتحاد يضم نخبة المبدعين المصريين.

## نشأته
أسسه الأديب يوسف السباعي في السبعينيات وضم نخبة المبدعين نجيب محفوظ والكاتب محمد عبد الحليم عبد الله والكاتب احسان عبد القدوس والشاعر أحمد رامى والناقد رجاء النقاش والكاتب ثروت أباظة والكاتب فكري أباظة والكاتب أحمد على باكثير والكاتب عبد الحميد جودة السحار والكاتب أمين يوسف غراب وغيرهم من كبار الكتاب.

## رؤساء الاتحاد السابقين
- الأديب توفيق الحكيم
- الأديب يوسف السباعي
- الأديب ثروت أباظة
- الكاتب محمد سلماوي

## رئيس الاتحاد بصفة شرفية
- الأديب نجيب محفوظ

## الرئيس الحالى
الشاعر علاء عبد الهادي

## أبرز أعضائه
- أحمد عبد المعطي حجازي
- أحمد رشاد حسانين
- فاروق شوشة
- جمال الغيطاني
- أحمد الشيخ
- محمد عفيفي مطر
- عبدالغنى مصطفى عبدالغنى
- عبد اللطيف مبارك
- محمد جبريل
- بهاء طاهر
- يوسف القعيد
- خيري شلبي
- محمد البساطي
- محمد الجوادي
- مصطفى رجب
- محمود قرني
- مصطفى الأسمر

## وصلات خارجية
- موقع اتحاد كتاب مصر